# Orrington
Orrington ist eine Town im Penobscot County des Bundesstaates Maine in den Vereinigten Staaten. Im Jahr 2020 lebten dort 3812 Einwohner in 1736 Haushalten auf einer Fläche von 70,78 km².

## Geografie
Nach dem United States Census Bureau hat Orrington eine Gesamtfläche von 70,78 km², von denen 64,72 km² Land sind und 6,06 km² aus Gewässern bestehen.

### Geografische Lage
Orrington liegt im Süden des Penobscot Countys und grenzt an das Hancock County. Der Penobscot River bildet die westliche Grenze der Town und fließt in südlicher Richtung. Im Osten grenzt der Brewer Lake an. Zudem liegen im östlichen Teil der Town der Fields Pond und der Swetts Pond. Die Oberfläche ist eben, ohne nennenswerte Erhebungen.

### Nachbargemeinden
Alle Entfernungen sind als Luftlinien zwischen den offiziellen Koordinaten der Orte aus der Volkszählung 2010 angegeben.
- Norden: Brewer, 9,1 km
- Osten: Holden, 9,6 km
- Süden: Bucksport, Hancock County, 3,3 km
- Westen: Hampden, 9,4 km

### Stadtgliederung
In Orrington gibt es mehrere Siedlungsgebiete: East Orrington, Goodale Corner, North Orrington, Orrington, Orrington Center, Orrington Corner und South Orrington.

### Klima
Die mittlere Durchschnittstemperatur in Orrington liegt zwischen −7,8 °C (18 °Fahrenheit) im Januar und 20,0 °C (68 °Fahrenheit) im Juli. Damit ist der Ort gegenüber dem langjährigen Mittel der USA um etwa 9 Grad kühler. Die Schneefälle zwischen Oktober und Mai liegen mit bis zu zweieinhalb Metern mehr als doppelt so hoch wie die mittlere Schneehöhe in den USA; die tägliche Sonnenscheindauer liegt am unteren Rand des Wertespektrums der USA.

## Geschichte
In dem Gebiet von Orrington wurde eine erste Siedlung im Juni 1770 durch Captain John Brewer aus Worcester, Massachusetts, an der Mündung des Segeunkedunk-Rivers angelegt. Dort baute er auch eine Mühle. Ihm war ein Grand in Aussicht gestellt worden, jedoch kam es nach den Gefechten von Lexington und Concord nicht mehr zu einer Erteilung. Während des Krieges verließen Brewer und die anderen Siedler das Gebiet und sie kehrten erst nach Kriegsende zurück. Das Gebiet wurde im Jahr 1784 vermessen und am 25. März 1786 kauften Brewer und ein weiterer Siedler namens Simeon Fowler einen Teil des Gebiets. Den Rest kauften Moses Knapp und seine Gruppe. Viele der ersten Siedler waren Seefahrer, die aufgrund des Kriegs gezwungen waren, an Land zu bleiben und diese kehrten nach Kriegsende zurück in ihren alten Beruf. Vor der Gründung der Town am 21. März 1788 wurde das Gebiet als New Worcester oder Township No. 9, East Side of the Penobscot River (T9 EPR) bezeichnet.

### Einwohnerentwicklung
| Volkszählungsergebnisse – Town of Orrington, Maine | Volkszählungsergebnisse – Town of Orrington, Maine | Volkszählungsergebnisse – Town of Orrington, Maine | Volkszählungsergebnisse – Town of Orrington, Maine | Volkszählungsergebnisse – Town of Orrington, Maine | Volkszählungsergebnisse – Town of Orrington, Maine | Volkszählungsergebnisse – Town of Orrington, Maine | Volkszählungsergebnisse – Town of Orrington, Maine | Volkszählungsergebnisse – Town of Orrington, Maine | Volkszählungsergebnisse – Town of Orrington, Maine | Volkszählungsergebnisse – Town of Orrington, Maine |
| Jahr                                               | 1700                                               | 1710                                               | 1720                                               | 1730                                               | 1740                                               | 1750                                               | 1760                                               | 1770                                               | 1780                                               | 1790                                               |
| -------------------------------------------------- | -------------------------------------------------- | -------------------------------------------------- | -------------------------------------------------- | -------------------------------------------------- | -------------------------------------------------- | -------------------------------------------------- | -------------------------------------------------- | -------------------------------------------------- | -------------------------------------------------- | -------------------------------------------------- |
| Einwohner                                          |                                                    |                                                    |                                                    |                                                    |                                                    |                                                    |                                                    |                                                    |                                                    | 477                                                |
| Jahr                                               | 1800                                               | 1810                                               | 1820                                               | 1830                                               | 1840                                               | 1850                                               | 1860                                               | 1870                                               | 1880                                               | 1890                                               |
| Einwohner                                          | 786                                                | 1341                                               | 1029                                               | 1234                                               | 1580                                               | 1852                                               | 1950                                               | 1768                                               | 1529                                               | 1406                                               |
| Jahr                                               | 1900                                               | 1910                                               | 1920                                               | 1930                                               | 1940                                               | 1950                                               | 1960                                               | 1970                                               | 1980                                               | 1990                                               |
| Einwohner                                          | 1266                                               | 1219                                               | 1174                                               | 1167                                               | 1517                                               | 1895                                               | 2539                                               | 2702                                               | 3244                                               | 3309                                               |
| Jahr                                               | 2000                                               | 2010                                               | 2020                                               | 2030                                               | 2040                                               | 2050                                               | 2060                                               | 2070                                               | 2080                                               | 2090                                               |
| Einwohner                                          | 3526                                               | 3733                                               | 3812                                               |                                                    |                                                    |                                                    |                                                    |                                                    |                                                    |                                                    |

## Kultur und Sehenswürdigkeiten

### Bauwerke
In Orrington wurde ein Bauwerk unter Denkmalschutz gestellt und ins National Register of Historic Places aufgenommen.
- Enterprise Grange, No. 173, 2008 unter der Register-Nr. 07001447.[9]

## Wirtschaft und Infrastruktur

### Verkehr
Durch Orrington führt die Maine State Route 15 in nordsüdlicher Richtung parallel zum Penobscot River.

### Öffentliche Einrichtungen
In Orrington gibt es keine medizinischen Einrichtungen oder Krankenhäuser. Die nächstgelegenen befinden sich in Bangor.
Die Orrington Public Library befindet sich an der School Street in Orrington.

### Bildung
Orrington gehört mit Aurora, Amhers, Dedham, Great Pont und Osborn zum CSD #8.
Im Schulbezirk werden folgende Schulen angeboten:
- Airline Community School in Aurora, mit Schulklassen vom Pre-Kindergarten bis 8. Schuljahr
- Center Drive School in Orrington, bis Klasse 8
- Dedham School in Dedham, mit Schulklassen vom Pre-Kindergarten bis 8. Schuljahr

## Persönlichkeiten

### Söhne und Töchter der Stadt
- Ebenezer M. Chamberlain (1805–1861), Politiker
- Benjamin Franklin Mudge (1817–1879), Anwalt, Geologe, Paläontologe und Lehrer